# Eparquía de Passaic
La eparquía de Passaic (en latín: Eparchia Passaicensis Ruthenorum y en inglés: Byzantine Catholic Eparchy of Passaic) es una circunscripción eclesiástica de la Iglesia católica en Estados Unidos. Se trata de una eparquía bizantina rutena, sufragánea de la archieparquía de Pittsburgh, que tiene al obispo Kurt Richard Burnette como su ordinario desde el 29 de octubre de 2013.
En el Anuario Pontificio la Santa Sede usa el nombre en italiano: Passaic dei Ruteni.

## Territorio y organización
La eparquía extiende su jurisdicción sobre los fieles católicos de rito bizantino ruteno residentes en los estados de: Florida, Georgia, Carolina del Norte, Carolina del Sur, Virginia, Nueva Jersey, Maryland, Delaware, Vermont, Maine, Connecticut, Rhode Island, Massachusetts, Nuevo Hampshire, Nueva York, el este de Pensilvania y el Distrito de Columbia.
La sede de la eparquía se encuentra en la ciudad de Passaic, en donde se halla la Catedral de San Miguel Arcángel.
En 2019 en la eparquía existían 80 parroquias:
- En Connecticut:	
  - Saint Nicholas Church Byzantine Catholic en Danbury
  - Saint Nicholas Church Byzantine Catholic en Meriden
  - Holy Trinity Church en New Britain
  - St. John the Baptist Church en Trumbull
- En Florida:
  - Our Lady of the Sign Church en Coconut Creek
  - Saints Cyril and Methodius Byzantine Catholic Church en Fort Pierce
  - St. Basil Church en Miami
  - St. Anne Church en New Port Richey
  - All Saints Church en North Fort Myers
  - St. Nicholas of Myra Byzantine Catholic Church en Orlando
  - Holy Dormition en Ormond Beach
  - St. Therese Byzantine Catholic Church en San Petersburgo
- En Georgia:  
  - Epiphany of Our Lord Byzantine Catholic Church en Roswell, suburbio de Atlanta
- En Maryland:  
  - Byzantine Catholic Mission en Abingdon
  - Patronage of the Mother of God en Arbutus
  - St. Gregory of Nyssa en Beltsville
  - Epiphany of our Lord of Montgomery County en Gaithersburg
  - Byzantine Catholic Mission en Hagerstown
- En Nueva Jersey: 
  - St. Elias en Carteret
  - St. Nicholas en Dunellen
  - St. Mary Byzantine Catholic Church en Jersey City
  - Cathedral of St. Michael the Archangel en Passaic
  - St. Nicholas of Myra Church en Perth Amboy
  - St. Thomas the Apostle en Rahway
  - St. John the Baptist en Bayonne
  - Nativity of Our Lord en East Brunswick
  - Ss. Peter and Paul en Elizabeth
  - Holy Wisdom en Flanders
  - Saint Mary Byzantine Catholic Church en Hillsborough
  - St. George en Linden
  - Holy Spirit en Mahwah
  - St. Joseph Byzantine Catholic Church en Nuevo Brunswick
  - St. George en Newark
  - St. Michael The Archangel Church en Perth Amboy
  - St. Nicholas Byzantine Catholic Church en Roebling
  - Saints Peter & Paul Byzantine Catholic Church en Somerset
  - Our Lady of Perpetual Help Byzantine Catholic Church en Toms River
  - Assumption of the Virgin Mary Byzantine Catholic Church en Trenton
  - St. Michael Cathedral Chapel en Woodland Park
  - Ss. Peter & Paul en Phillipsburg
- En Nueva York: 
  - Saints Peter and Paul Byzantine Catholic Church en Endicott
  - SS. Peter & Paul en Peekskill
  - Resurrection Church en Smithtown
  - St. Andrew the Apostle en Westbury
  - St. Nicholas en White Plains
  - Holy Spirit Byzantine Catholic Church en Binghamton
  - SS. Peter & Paul en Granville
  - St. Mary Byzantine Catholic Church en Nueva York
  - Holy Cross Byzantine Catholic Church en Nueva York
  - St. Mary en Olean
- En Pensilvania:  
  - St. Nicholas Shrine (Carpathian Village) en Cresco
  - St. Mary Church en Hazleton
  - St. Mary en Kingston
  - St. Nicholas Chapel en Pocono Summit
  - St. Mary en Sheppton
  - St. Mary en St. Clair
  - St. John the Baptist en Wilkes Barre Twp
  - St. Michael the Archangel en Allentown
  - Ss. Peter and Paul en Beaver Meadows
  - SS. Peter and Paul en Bethlehem
  - St. Mary en Brockton
  - Blessed Virgin Mary Byzantine Catholic Church en Coatesville
  - St. Michael en Dunmore
  - St. Mary en Freeland
  - St. Ann Byzantine Catholic Church en Harrisburg
  - St. John the Baptist en Hazleton
  - St. John the Baptist Byzantine Catholic Church en Jessup
  - Holy Ghost Byzantine Catholic Church en Jessup
  - St. John the Baptist Byzantine Catholic Church en Lansford
  - Our Lady of Perpetual Help Byzantine Catholic Church en Levittown
  - St. Mary en Mahanoy City
  - St. Michael the Archangel en McAdoo
  - Ss. Peter and Paul en Minersville
  - St. Michael the Archangel en Mont Clare
  - St. Mary en Nesquehoning
  - St. Nicholas en Old Forge
  - Saints Peter and Paul Byzantine Catholic Church en Palmerton
  - Holy Ghost en Filadelfia
  - Holy Trinity en Filadelfia
  - St. Michael en Pittston
  - St. John the Baptist en Pottstown
  - St. John the Baptist en Scranton
  - St. Mary en Scranton
  - St. Nicholas en Swoyersville
  - Franciscan Community Holy Dormition Friary en Sybertsville
  - St. Mary en Taylor
  - St. Mary en Wilkes-Barre
- En Carolina del Sur:
  - Blessed Basil Hopko Mission en Conway
  - Byzantine Catholic Mission/Community en Fort Mill
- En Virginia:
  - Ascension of Our Lord en Williamsburg
  - Epiphany of Our Lord en Annandale
  - Our Lady of Perpetual Help en Virginia Beach
- En Carolina del Norte: 
  - Ss. Cyril & Methodius en Cary

## Historia
La eparquía fue erigida el 6 de julio de 1963 con la bula Cum homines del papa Pablo VI, separando territorio del exarcado apostólico de los Estados Unidos de América para los fieles de rito oriental (hoy archieparquía de Pittsburgh).

Quam propter causam, cum exarchatus apostolicus Pittsburgensis, proximis his temporibus haud minima ceperit incrementa, censuimus bonum esse si nonnulla territoria ab eo separarentur ex iisque duae conderentur eparchiae in fidelium Ruthenorum e Podocarpatia oriundorum commodum et utilitatem. Sententia ergo audita venerabilis Fratris Aegidii Vagnozzi, Archiepiscopi titulo Myrensis et in Americae Septemtrionalis Civitatibus Foederatis Apostolici Delegati, itemque Apostolici Exarchi Pittsburgensis; consilio praeterea petito a dilecto Filio Nostro Sacrae Congregationis pro Ecclesia Orientali a Secretis, Nostra auctoritate haec decernimus. Exarchatus apostolicus Pittsburgensis in duas circumscriptiones dividatur, quae quidem nomen et dignitatem eparchiae obtineant, ac sedem seu domicilium episcopale habeant, altera in urbe Pittsburg, altera in urbe Passaic. Ad fines quod attinet, nova eparchia Passaicensis omnes fideles Ruthenos complectetur qui in Civitatibus commorantur Atlantico continentibus, scilicet: Maine, New Hampshire, Vermont, Massachussetts, Rhode Island, Connecticut, New York, New Jersey, Delaware, D. C. (District of Columbia), Maryland, Virginia, North Carolina, South Carolina, Georgia et Florida, quique in orientali parte Civitatis Pennsylvaniae degunt, ea scilicet parte quae invenitur citra lineam currentem iuxta fines occidentales regionum quae Tioga, Lycoming, Union, Mifflin, Iuniata, et Franklin vulgari lingua appellantur. Reliquum territorium pertinet ad eparchiam Pittsburgensem. Templum exarchale Pittsburgense, itemque paroeciale templum Sancti Michaëlis in urbe Passaic, ad dignitatem cathedralium tollimus, eum debitis honoribus et privilegiis. Censemus etiam ut Seminarium eparchiae Pittsburgensis pateat etiam alumnis eparchiae Passaicensis, postquam videlicet inter Eparchos ea de re convenerit. Ceterum statuimus ut has Litteras Nostras venerabilis Frater Aegidius Vagnozzi exsequi curet, factis ad rem necessariis facultatibus. Rebus vero actis, documenta exarentur, quorum sincera exempla ad Sacram Congregationem pro Ecclesia Orientali cito mittantur.

## Estadísticas
De acuerdo al Anuario Pontificio 2020 la eparquía tenía a fines de 2019 un total de 11 303 fieles bautizados.
| Año                                                                             | Población            | Población | Población      | Sacerdotes | Sacerdotes    | Sacerdotes    | Bautizados por sacerdote | Diáconos permanentes | Religiosos | Religiosos | Parroquias |
| Año                                                                             | Bautizados católicos | Total     | % de católicos | Total      | Clero secular | Clero regular | Bautizados por sacerdote | Diáconos permanentes | Varones    | Mujeres    | Parroquias |
| ------------------------------------------------------------------------------- | -------------------- | --------- | -------------- | ---------- | ------------- | ------------- | ------------------------ | -------------------- | ---------- | ---------- | ---------- |
| 1966                                                                            | ?                    | ?         | ?              | 105        | 88            | 17            | 0                        |                      | 19         |            | 76         |
| 1970                                                                            | 99 596               | ?         | ?              | 114        | 101           | 13            | 873                      |                      | 18         | 47         | 79         |
| 1976                                                                            | 96 935               | ?         | ?              | 107        | 85            | 22            | 905                      |                      | 29         | 42         | 85         |
| 1980                                                                            | 96 605               | ?         | ?              | 101        | 85            | 16            | 956                      | 2                    | 17         | 29         | 86         |
| 1990                                                                            | 82 587               | ?         | ?              | 114        | 93            | 21            | 724                      | 11                   | 22         | 29         | 95         |
| 1999                                                                            | 51 771               | ?         | ?              | 96         | 83            | 13            | 539                      | 19                   | 17         | 21         | 96         |
| 2000                                                                            | 38 668               | ?         | ?              | 102        | 92            | 10            | 379                      | 17                   | 13         | 22         | 96         |
| 2001                                                                            | 32 860               | ?         | ?              | 95         | 84            | 11            | 345                      | 17                   | 13         | 19         | 94         |
| 2002                                                                            | 24 504               | ?         | ?              | 88         | 78            | 10            | 278                      | 17                   | 12         | 18         | 90         |
| 2003                                                                            | 24 265               | ?         | ?              | 90         | 80            | 10            | 269                      | 16                   | 12         | 14         | 89         |
| 2004                                                                            | 24 031               | ?         | ?              | 84         | 75            | 9             | 286                      | 20                   | 10         | 18         | 89         |
| 2009                                                                            | 17 629               | ?         | ?              | 83         | 69            | 14            | 212                      | 27                   | 15         | 16         | 84         |
| 2013                                                                            | 14 356               | ?         | ?              | 79         | 69            | 10            | 181                      | 26                   | 11         | 15         | 84         |
| 2016                                                                            | 11 828               | ?         | ?              | 76         | 67            | 9             | 155                      | 26                   | 10         | 13         | 84         |
| 2019                                                                            | 11 303               |           |                | 81         | 77            | 4             | 139                      | 27                   | 8          | 13         | 80         |
| Fuente: Catholic-Hierarchy, que a su vez toma los datos del Anuario Pontificio. |                      |           |                |            |               |               |                          |                      |            |            |            |

## Episcopologio
- Stephen John Kocisko † (6 de julio de 1963-22 de diciembre de 1967 nombrado archieparca de Pittsburgh)
- Michael Joseph Dudick † (29 de julio de 1968-6 de noviembre de 1995 retirado)
- Andrew Pataki † (6 de noviembre de 1995-6 de diciembre de 2007 retirado)
- William Charles Skurla (6 de diciembre de 2007-19 de enero de 2012 nombrado archieparca de Pittsburgh)
- Kurt Richard Burnette, desde el 29 de octubre de 2013